# Secret Story (Nederland)
Secret Story was een Nederlands televisieprogramma op Net5 dat werd gepresenteerd door Renate Verbaan en Bart Boonstra. Het programma was gebaseerd op een Frans format uit 2007, dat werd uitgezonden op TF1. Het Franse format zelf was afgeleid van Big Brother. Voor dit programma werd geen huis gebouwd in Nederland, maar het werd opgenomen in het Portugese Huis der Geheimen. Alleen de live-shows werden vanuit Nederland uitgezonden. Deze werden uitgezonden vanuit de MediArena-studio's in Amsterdam-Zuidoost.

## Opzet
In Secret Story namen vijftien deelnemers plaats in een huis. Zij droegen allen een geheim met zich mee. Het doel van de kandidaten was om hun eigen geheim verborgen te houden en de geheimen van de overige deelnemers te raden. Elk geheim dat werd geraden leverde de hele inhoud van de kluis op.
De winnares Sharon Hooijkaas won uiteindelijk € 100.000,- en de inhoud van haar eigen kluis. De twee runner-ups mochten de inhoud van hun kluis ook houden.
Elke week moest een van de deelnemers het huis verlaten. Dit gebeurde op dezelfde manier als in Big Brother. Nadat de bewoners elkaar hadden genomineerd, werden twee of meer bewoners genomineerd voor televoting. Het publiek moest dan bepalen welke bewoner het huis op donderdag moest verlaten. Na de eliminatie, en als het geheim nog niet was ontrafeld door de medebewoners, moest de geëlimineerde zijn of haar geheim voor het publiek bekendmaken. De nominaties vonden plaats in "De Kamer van de Waarheid". Om de week wordt er door één sekse genomineerd. Zo nomineren eerst de vrouwen twee mannen, de week erna de mannen twee vrouwen. Televisiekijkers bepaalden door hun stem uit te brengen welke kandidaat afviel.
Iedere bewoner was in het bezit van een kluis, die bij de entree van elke bewoner € 5.000,- bevatte. De bewoners wonnen of verloren geld door middel van missies en het raden van elkaars geheimen.

## Het Huis der Geheimen

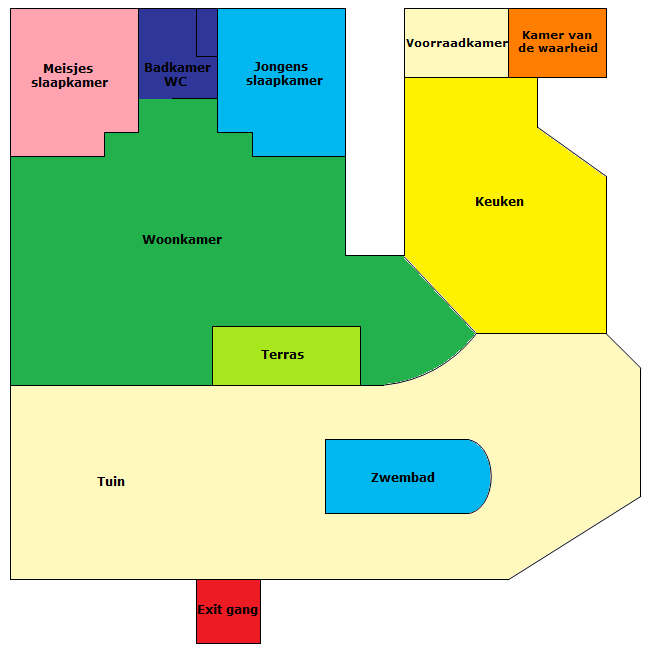
Basisplattegrond van "Het Huis der Geheimen"

Het huis veranderde gedurende de gehele periode. In het huis hingen camera's en microfoons, die dag en nacht alles vastlegden.
In de keuken bevond zich de toegang naar "De Kamer van de Waarheid". Hier worden kandidaten naartoe geroepen als "De Stem" met een van hen wilde praten. Andersom konden zij hier ook contact leggen met "De Stem". Hiermee was deze kamer vergelijkbaar met de dagboekkamer van Big Brother.
Naast "De Kamer van de Waarheid" bevond zich de geheime kamer, die alles bood wat het reguliere huis ook bood. Enkel de deelnemers die deze kamer bezocht hadden wisten van het bestaan ervan af.
In de voorraadkamer bevond zich een luik in het plafond en dit luik leidde naar de geheime zolder. De geheime zolder bevond zich boven de voorraadkamer en "De Kamer van de Waarheid" en deze zolder was vergelijkbaar met de geheime kamer.

## De Stem
De Stem communiceerde op drie verschillende manieren met de bewoners. Via speakers door het huis, via de rode telefoon in de tuin en hij sprak met ze in "De Kamer van de Waarheid". De kandidaten diende naar de opdrachten van "De Stem" te luisteren en de aanwijzingen op te volgen. Wanneer de rode telefoon begon te rinkelen, moesten alle bewoners eromheen komen staan en diende een van hen de telefoon op te nemen. Vervolgens gaf "De Stem" een opdracht die meteen uitgevoerd moest worden.

## Kijkcijfers
Ondanks de hoge verwachtingen van Net5 vielen de kijkcijfers erg tegen. Zo verwachtte Net5 rond de 400.000 tot 500.000 kijkers per dag. Uiteindelijk bleef dit bij een gemiddelde van 200.000 kijkers. Het hoogste kijkcijfer was de eerste uitzending van Secret Story met 541.000.